# Josef Holsner
Josef Christian Holsner (né le 11 février 1894 à Göteborg et décédé le 12 octobre 1969 dans la même ville) est un athlète suédois spécialiste du 3 000 mètres. Il était affilié à l'IFK Göteborg.

## Biographie

### Palmarès
| Date | Compétition           | Lieu   | Résultat | Épreuve    | Performance |
| ---- | --------------------- | ------ | -------- | ---------- | ----------- |
| 1920 | Jeux olympiques d'été | Anvers | 3e       | Par équipe | 24 pts      |